# Monumento megalítico de Chão Redondo

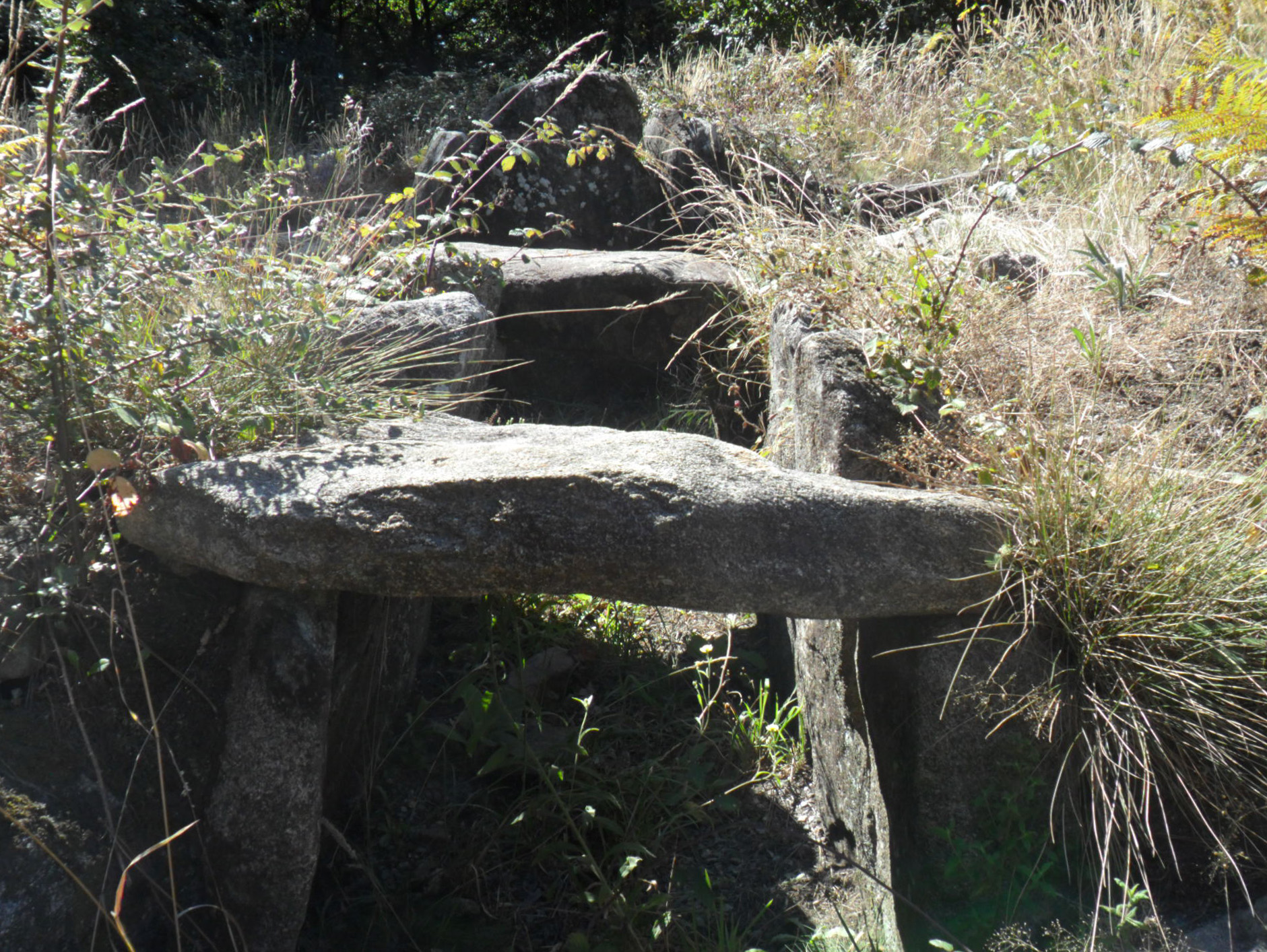
Monumento megalítico de Chão Redondo, Sever do Vouga.

O Monumento megalítico de Chão Redondo localiza-se na freguesia de Talhadas, Município de Sever do Vouga, Distrito de Aveiro, em Portugal.
É o mais conhecido entre os diversos monumentos megalíticos na região. Encontra-se classificado como Imóvel de Interesse Público desde 2002.